# SN 2003lc
SN 2003lc – supernowa typu Ia odkryta 26 grudnia 2003 roku w galaktyce UGC 934. W momencie odkrycia miała maksymalną jasność 17,00m.